# Canzone d'amore
Canzone d'amore är ett studioalbum av Kikki Danielsson, utgivet i juni 1989. Albumet nådde 48:e plats på den svenska albumlistan.
Albumet blev Kikki Danielssons tredje raka med sång på bara svenska.
Låten "Lätta dina vingar" låg 1989 på Svensktoppen i 17 veckor. Låten "Öppna vatten" tolkades 2009 av det svenska dansbandet Drifters på albumet Ljudet av ditt hjärta.

## Låtlista

### Sida A
| Nr | Titel                                           | Låtskrivare                                                       | Längd |
| -- | ----------------------------------------------- | ----------------------------------------------------------------- | ----- |
| 1. | "Canzone d'amore"                               | Salvatore Cutugno, Giancarlo Rampazzo, Dario Farina, Lars Wiggman | 3:55  |
| 2. | "Lätta dina vingar"                             | Martin Klaman, Keith Almgren                                      | 3:09  |
| 3. | "En vit liten lögn"                             | Lasse Holm, Ingela Forsman                                        | 3:18  |
| 4. | "Den enda jord vi har"                          | Tommy Seebach, Jørgen de Mylius, Jacob Dahlin                     | 3:06  |
| 5. | "Här går en annan"                              | Martin Klaman, Hans Skoog                                         | 2:58  |
| 6. | "Jag är på väg (I'm On My Way)"                 | Charlie Reid, Craig Reid, Ulf Söderberg                           | 3:35  |
| 7. | "Du var en del av mig (I Did It For Your Love)" | Glenn Frey, Jack Tempchin, Kikki Danielsson                       | 3:54  |

### Sida B
| Nr  | Titel                                                 | Låtskrivare                                             | Längd |
| --- | ----------------------------------------------------- | ------------------------------------------------------- | ----- |
| 8.  | "Farväl och tack (Farvel og tak)"                     | Søren Bundgaard, Keld Heick, Kikki Danielsson           | 2:56  |
| 9.  | "Det är nu"                                           | Bob Crewe, Sandy Linzer, Denny Randell, Monica Forsberg | 3:22  |
| 10. | "Det finns en sol"                                    | Martin Klaman, Hans Skoog                               | 2:57  |
| 11. | "Öppna vatten"                                        | Pierre Breidensjö, Jörgen Johansson                     | 2:48  |
| 12. | "Du kom till världen"                                 | Søren Bundgaard, Keld Heick, Kikki Danielsson           | 3:30  |
| 13. | "Fångad (Standing In The Twilight)"                   | Alice May, Jane Larsson                                 | 3:23  |
| 14. | "Väntar ännu på den morgon (Waiting for the Morning)" | Jon Terje Rovedal, Susanne Alfvengren                   | 4:34  |

## Medverkande musiker
- Kikki Danielsson – Sång
- Per Lindvall – Trummor
- Sam Bengtsson – Bas
- Hasse Rosén, Lasse Wellander, Lasse Westman – Gitarr
- Peter Ljung, Lennart Sjöholm – Klaviatur
- Lilling Palmeklint, Erika Essen-Möller, Liza Öhman, Lasse Westman, Lennart Sjöholm – Kör

## Listplaceringar
| Lista (1989) | Topplacering                |
| ------------ | --------------------------- |
| Sverige      | Sverige (Sverigetopplistan) |